# Bildstein (adelsätt)
Bildstein, von Bildsten och liknande namn har burits av en svensk släkt där medlemmar blivit adlade och erhållit friherrlig värdighet. Alla adliga grenar är utslocknade.I januari 2024 var följande antal personer folkbokförda i Sverige med namnen
- Bildsten 59
- Bildstein 2

Tillsammans blir detta 61 personer.

## Historik
Släktens äldste kände  medlem Cort eller Conrad Bildstein  invandrade från Tyskland i slutet av 1500-talet och blev borgare i Stockholm. Genom giftermål förvärvade han Hjortsberga herrgård i Vårdinge socken, nuvarande Södertälje kommun. 
Hans sonson, majoren  Carl Bildsten (död 1701) adlades 1686 med namnet von Bildsten och introducerades på Riddarhuset samma år med nummer 1078. Dennes brorson generalmajoren Carl Bildstein  adlades 1718 med friherrlig värdighet och introducerades 1719 på Riddarhuset med nummer 137.
Generalmajor Carl Bildsteins äktenskap var barnlöst, men hans ätt fortlevde genom att hans kusiner Christoffer Conrad  och Ebrhard von Bildsten 1720 adopterades på hans friherrliga ätt. Då de adopterade var de enda levande medlemmarna av den adliga ätten, utgick därmed denna.
Den friherrliga ätten fortlevde ytterligare en generation med barn till Eberhard Bildstein men utslocknade med dessa. En ogift son dog 1780, en dotter levde till 1806.
Gustaf Ernst von Bildstein (1703–1769) som var professor i teologi vid Lunds universitet, tillhörde inte den adlade grenen av släkten. Han skall själv ha givit sig sitt efternamn med sin avlägsne släkting Carl Bildstein som förebild.

## Personer i släkten
- Carl Bildstein (1672 1726), generalmajor, friherre
- Carl Gustaf von Bildsten (död 1720), överstelöjtnant
- Christoffer Conrad Bildstein (1672 1752), överste, adopterad friherre
- Eberhard Bildstein (1673 1756), generallöjtnant, adopterad frihere
- Gustaf Ernst von Bildstein (1703 1769), teolog, ofrälse

## Släktträd (urval)
Utarbetad efter referenserna .
- Cort eller Conrad Bildstein, borgare i Stockholm
  - Carl Bildsten (1604–1673), bergmästare och bruksägare i Finland
    - Carl Bildsten (död 1691), bruksägare i Finland
      - Carl Bildstein (1672–1726), generalmajor, friherre

    - Conrad von Bildsten (död 1701), major, adlad
      - Christoffer Conrad Bildstein (1672–1752), överste, adopterad friherre
      - Eberhard Bildstein (1673–1756), generallöjtnant, adopterad friherre
      - Carl Gustaf von Bildsten (död 1720), överstelöjtnant

## Vapen beskrivning
Stamvapnet är från 1686 och innehåller en bjälke som är sned rundad och påminner om det pfalziska ätten som var en gren av ätten Wittelsbach med skillnaden i färgsättningen med guld och rött istället för silver och blått. I sköldebrevet är det specificerat att bjälken ska bestå av åtta hela och fyra halva sneda rutor och av dem ska den första längst ut på dexter sidan vara av guld. Hjälmprydnaden på dexter sidan består av två delade vesselhorn i blått och guld och så återkommer den snedrutade bjälken med tre molletter (sporrklingor) ställda på en blå sparre över de likt i stamvapnet. På dexter sida består hjälmprydnaden av en lagerkvist. mellan en standard och fana, Lagerkvisten var en symbol för ära. 
Huvudskölden är kvadrerad i fyra fält, första fältet högst upp på dexter sida och längst ner på sinister sida består av en standard sammanbunden med två fanor. Fältet högst upp på sinister sidan är en förkortning av Carls hustru Margareta Helna Douglies som tillhörde ätten Douglies. Sista fältet längst ner på dexter sida består av en borg eller borgtorn.